# Amy Pieters

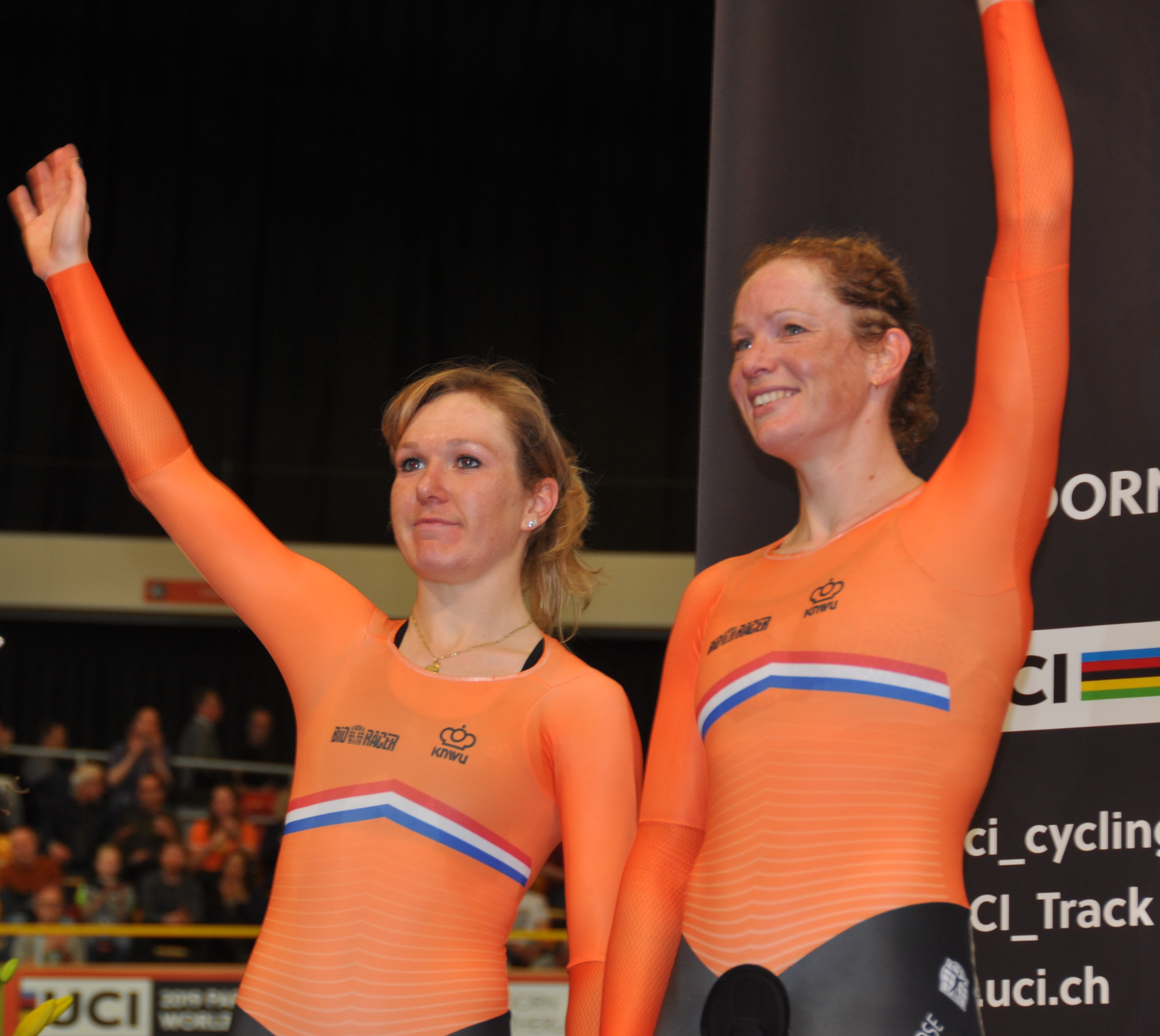
Silvermedaljörerna i madison vid VM 2018: Amy Pieters (till vänster) med Kirsten Wild.

Amy Pieters, född den 1 juni 1991 i Haarlem, är en nederländsk tidigare tävlingscyklist som hade framgångar på såväl bana som landsväg och tog såväl världsmästerskapstitlar som europamästerskapstitlar på bådadera. Hon representerade Nederländerna vid Olympiska spelen 2012 i London (sexa i lagförföljelselopp) och 2021 (2020) i Tokyo (fyra i madison i par med Kirsten Wild).
Den 23 december 2021 kraschade Pieters under ett träningslopp i Spanien, fick allvarliga skallskador, försattes i koma, lades i respirator och först tio månader senare kunde hon börja lära sig gå igen.
Amy Pieters är dotter till Peter Pieters.

## Meriter – landsväg
| 2008 2:a i linjelopp för juniorer vid Nederländska mästerskapen 4:a i individuellt tempolopp för juniorer vid Världsmästerskapen 2009 Nederländsk juniormästare i linjelopp 2011 Vinnare av ungdomstävlingen i Thuringen Rundfahrt Vinnare av ungdomstävlingen i Rabo Ster Zeeuwsche Eilanden 7:a i linjelopp vid Nederländska mästerskapen 7:a i EPZ Omloop Van Borsele 8:a i Omloop van het Hageland 2012 Vinnare av ungdomstävlingen i Energiewacht Tour 3:a totalt i Rabo Ster Zeeuwsche Eilanden 4:a i linjelopp vid Nederländska mästerskapen 5:a i EPZ Omloop Van Borsele 10:a i individuellt tempolopp vid Nederländska mästerskapen 2013 3:a i Open de Suède Vårgårda 3:a i Tour of Chongming Island World Cup 4:a i linjelopp vid Nederländska mästerskapen 4:a i Rabobank 7-Dorpenomloop Aalburg 6:a totalt i Lotto Belisol Belgium Tour Vinnare av ungdomstävlingen 9:a totalt i Tour of Chongming Island 2014 Vinnare av Omloop Het Nieuwsblad Vinnare av Dwars door Vlaanderen 2:a i Open de Suède Vårgårda 2:a totalt i Tour of Qatar Vinnare av ungdomstävlingen Vinnare av etapp 2 3:a i Boels Rental Hills Classic 4:a totalt i BeNe Ladies Tour 5:a i linjelopp vid Nederländska mästerskapen 7:a i Le Samyn 8:a totalt i Festival Luxembourgeois du cyclisme féminin Elsy Jacobs 9:a i Ronde van Drenthe 2015 Vinnare av Dwars door Vlaanderen Vinnare av prologen (ITT) i La Route de France 2:a i Ronde van Drenthe 2:a i linjelopp vid Nederländska mästerskapen 3:a i La Course by Le Tour de France 3:a i Rabobank 7-Dorpenomloop Aalburg 4:a i Gooik-Geraardsbergen-Gooik 4:a i Novilon Eurocup 5:a i Gent–Wevelgem 6:a i Crescent Women World Cup Vårgårda 6:a totalt i Lotto Belgium Tour 7:a i Le Samyn 7:a i Omloop Het Nieuwsblad 8:a totalt i Boels Rental Ladies Tour 9:a i Boels Rental Hills Classic 2016 Vinnare av Dwars door Vlaanderen Vinnare av prologen (ITT) i La Route de France 3:a i Le Samyn 4:a i Crescent Women World Cup Vårgårda 4:a i linjelopp vid Nederländska mästerskapen 4:a i individuellt tempolopp vid Nederländska mästerskapen 4:a i Gent–Wevelgem 5:a totalt i Energiewacht Tour 6:a totalt i Boels Rental Ladies Tour 6:a totalt i Tour of Qatar 7:a totalit i Aviva Womens Tour Vinnare av etapp 2 | 2017 Vinnare av etapp 1b i Healthy Ageing Tour 2:a i lagtempo vid Världsmästerskapen 2:a i Le Samyn 4:a i Tour de Yorkshire 4:a i linjelopp vid Nederländska mästerskapen 7:a i Amstel Gold Race 9:a totalt i Boels Rental Ladies Tour 2018 Vinnare av Ronde van Drenthe Vinnare av Bretagne Classic Ouest-France Vinnare totalt av Healthy Ageing Tour Vinnare av etapp 2 Vinnare av etapp 3 i Emakumeen Euskal Bira 2:a i Flandern runt 2:a i Dwars door Vlaanderen 2:a i lagtempo vid Världsmästerskapen 2:a i linjelopp vid Nederländska mästerskapen 5:a i Gent–Wevelgem 5:a totalt i OVO Energy Women's Tour 7:a i individuellt tempolopp vid Nederländska mästerskapen 8:a i linjelopp vid Världsmästerskapen 8:a totalt i Boels Ladies Tour 2019 Europamästare i linjelopp Världsmästare lagtempostafett, mixed Europamästare i lagtempostafett, mixed 2:a totalt i BeNe Ladies Tour 2:a i Drentse Acht van Westerveld 3:a i Bretagne Classic Ouest-France 3:a totalt i OVO Energy Women's Tour Vinnare av etapp 6 3:a i linjelopp vid Nederländska mästerskapen 4:a i Ronde van Drenthe 4:a totalt i Healthy Ageing Tour 4:a i Nokere Koerse 5:a totalt i Boels Ladies Tour 5:a i Gent–Wevelgem 5:a i Durango-Durango Emakumeen Saria 5:a i Vårgårda WestSweden RR 7:a i individuellt tempolopp vid Nederländska mästerskapen 10:a i Flandern runt 2020 2:a i Flandern runt 5:a i Liège–Bastogne–Liège 5:a i linjelopp vid Nederländska mästerskapen 9:a i Gent–Wevelgem 10:a i linjelopp vid Europamästerskapen 2021 Nederländsk mästare i linjelopp Vinnare av Nokere Koerse Vinnare av etapp 2 i The Women's Tour 3:a i lagtempostafett, mixed vid Europamästerskapen 3:a i Omloop Het Nieuwsblad 5:a totalt i Healthy Ageing Tour Vinnare av poängtävlingrn 6:a totalt i Internationale Lotto Thüringen Ladies Tour 6:a i Le Samyn 6:a i Dwars door de Westhoek 9:a i Classic Brugge-De Panne |

## Meriter – bana

### Olympiska spelen
| 2012 6:a i lagförföljelselopp (med Vera Koedooder, Kirsten Wild och Ellen van Dijk) | 2020 4:a i madison med Kirsten Wild |

### Mästerskap
| \| 2007 Nederländsk mästare i 500 m tidslopp Nederländsk mästare i individuellt förföljelselopp Nederländsk mästare i keirin Nederländsk mästare i poänglopp \| 2008 Nederländsk mästare i 500 m tidslopp Nederländsk mästare i individuellt förföljelselopp Nederländsk mästare i keirin Nederländsk mästare i scratch Nederländsk mästare i poänglopp 3:a i poänglopp vid Europamästerskapen \| | 2012 Europamästare i individuellt förföljelselopp |
| 2007 Nederländsk mästare i 500 m tidslopp Nederländsk mästare i individuellt förföljelselopp Nederländsk mästare i keirin Nederländsk mästare i poänglopp | 2008 Nederländsk mästare i 500 m tidslopp Nederländsk mästare i individuellt förföljelselopp Nederländsk mästare i keirin Nederländsk mästare i scratch Nederländsk mästare i poänglopp 3:a i poänglopp vid Europamästerskapen |

#### Elit
| Världsmästerskap             | Världsmästerskap | Världsmästerskap | Världsmästerskap | Världsmästerskap | Världsmästerskap | Världsmästerskap | Världsmästerskap | Världsmästerskap | Världsmästerskap | Världsmästerskap | Världsmästerskap | Världsmästerskap | Världsmästerskap | Världsmästerskap | Världsmästerskap |
| Disciplin                    | 2009             | 2010             | 2011             | 2012             | 2013             | 2014             | 2015             | 2016             | 2017             | 2018             | 2019             | 2020             | 2021             |                  |                  |
| ---------------------------- | ---------------- | ---------------- | ---------------- | ---------------- | ---------------- | ---------------- | ---------------- | ---------------- | ---------------- | ---------------- | ---------------- | ---------------- | ---------------- | ---------------- | ---------------- |
| Madison                      |                  |                  |                  |                  |                  |                  |                  |                  |                  | KW               | KW               | KW               | KW               |                  |                  |
| Europamästerskap             |                  |                  |                  |                  |                  |                  |                  |                  |                  |                  |                  |                  |                  |                  |                  |
| Madison                      |                  |                  |                  |                  |                  |                  |                  |                  | KW               | KW               | KW               |                  |                  |                  |                  |
| Nederländska mästerskap      |                  |                  |                  |                  |                  |                  |                  |                  |                  |                  |                  |                  |                  |                  |                  |
| Disciplin                    | 2009 2010        | 2010 2011        | 2011 2012        | 2012 2013        | 2013 2014        | 2014 2015        | 2015 2016        | 2016 2017        | 2017 2018        | 2018 2019        | 2019 2020        | 2020 2021        | 2021 2022        |                  |                  |
| Poänglopp                    |                  |                  |                  |                  |                  |                  |                  |                  |                  |                  |                  |                  |                  |                  |                  |
| Omnium                       |                  |                  |                  |                  |                  |                  |                  |                  |                  |                  |                  |                  |                  |                  |                  |
| Scratch                      |                  |                  |                  |                  |                  |                  |                  |                  |                  |                  |                  |                  |                  |                  |                  |
| Individuellt förföljelselopp |                  |                  |                  |                  |                  |                  |                  |                  |                  |                  |                  |                  |                  |                  |                  |
| Madison                      | RK               | RK               | KM               | KM               | KM               | KM               |                  | RK               | KW               | KW               |                  |                  |                  |                  |                  |

Not: I madison anges partnerns initialer:
KW = Kirsten Wild   RK = Roxane Knetemann   KM = Kelly Markus